# Karl II. (Spanien)

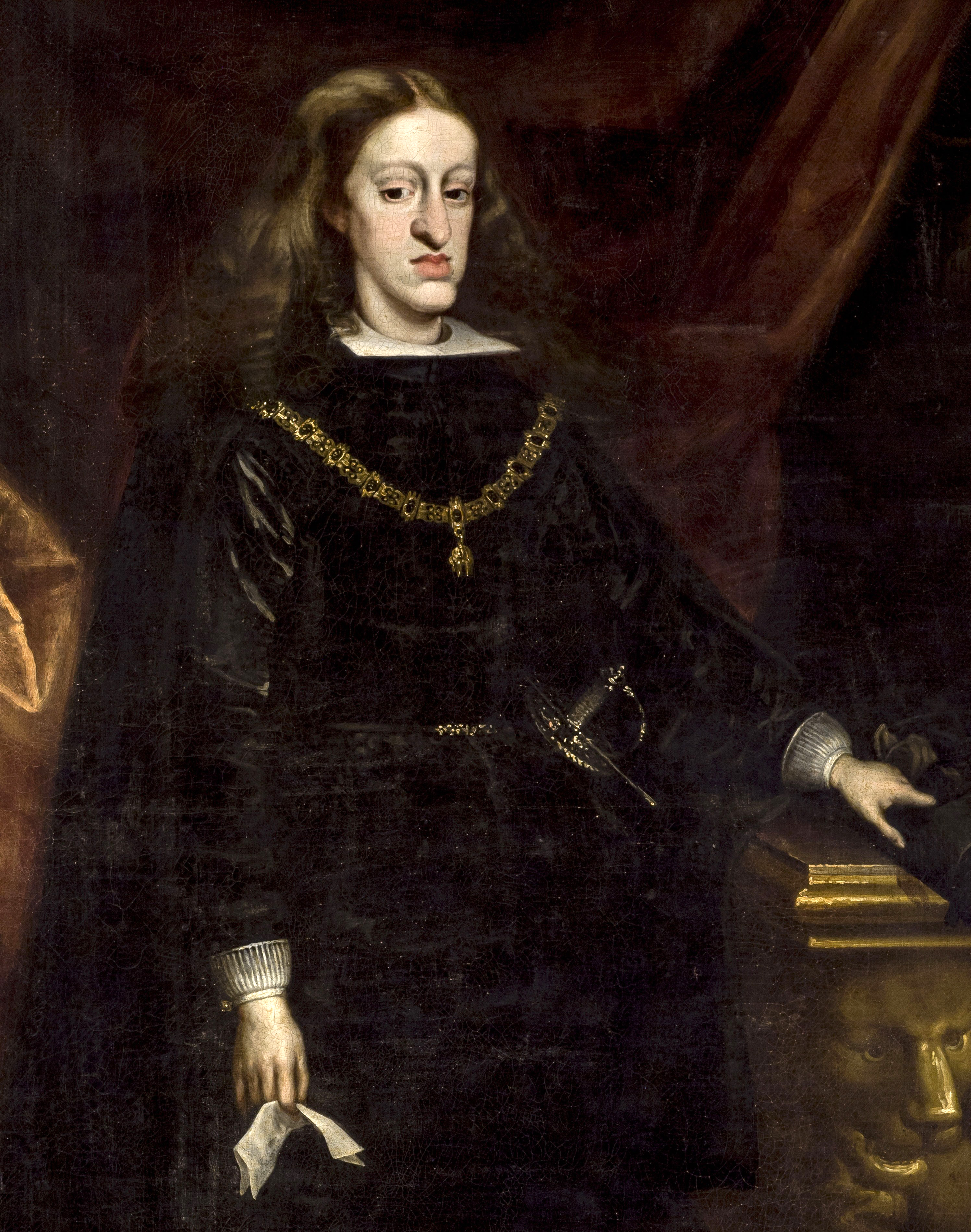
Karl II. von Spanien (Gemälde von 1685)

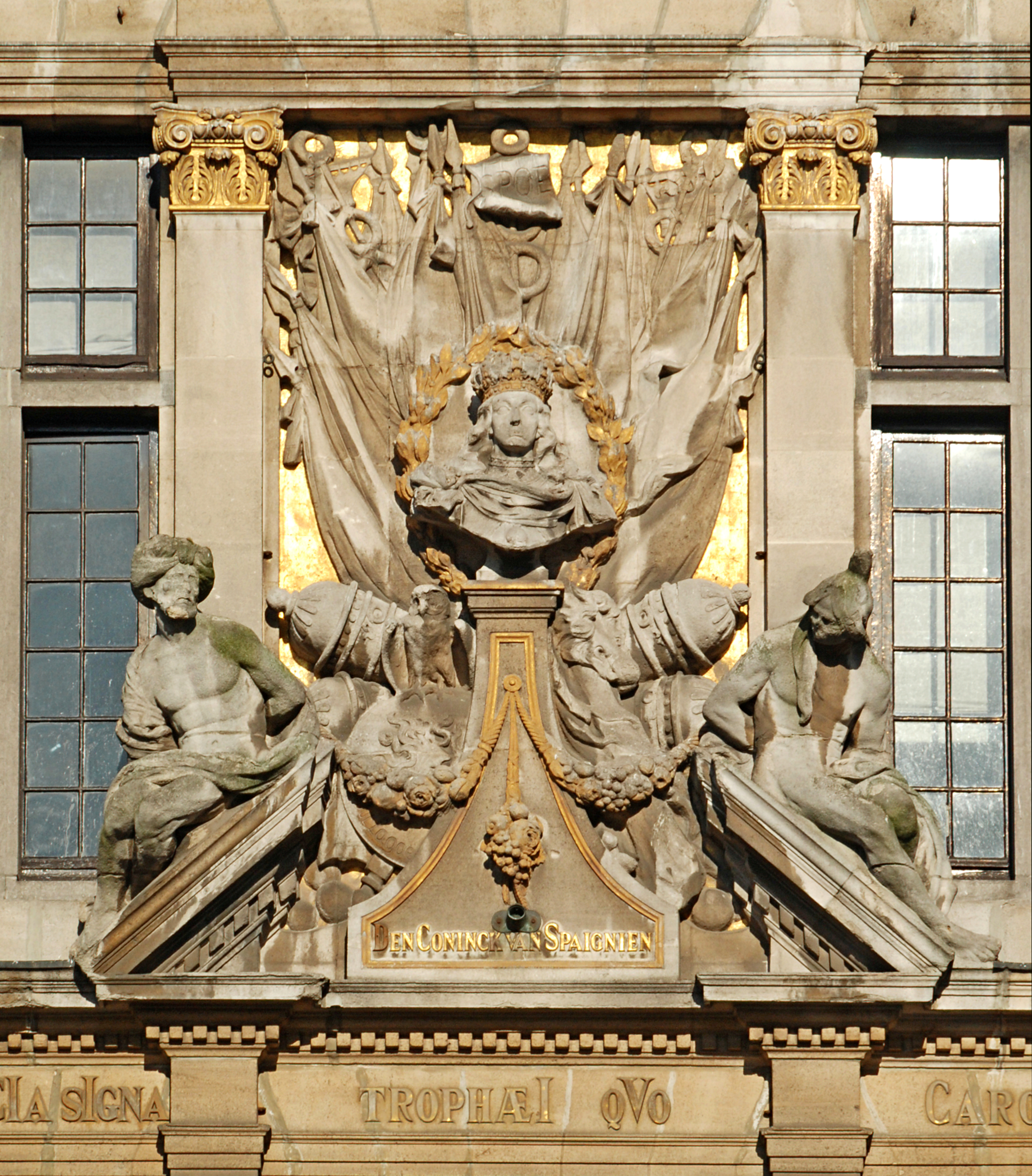
Triumph Karls II. auf dem Grand-Place von Brüssel

Karl II. (spanisch Carlos II) (* 6. November 1661 im Real Alcázar de Madrid, Madrid; † 1. November 1700 ebenda) war ein Angehöriger der spanischen Linie des Hauses Habsburg (Casa de Austria). Er war von 1665 bis zu seinem Tod im Jahr 1700 König von Spanien mitsamt dem Spanischen Kolonialreich. Als Carlo V war er König von Neapel und Sizilien, als Carlos II König von Sardinien. Aufgrund körperlicher und geistiger Behinderung war er faktisch regierungsunfähig und erhielt den Beinamen El Hechizado („Der Verhexte“).
Karl starb ohne erbfolgeberechtigte Nachkommen, was den Spanischen Erbfolgekrieg (1701–1714) ausbrechen ließ und den Beginn der Herrschaft der Bourbonen in Spanien nach sich zog.

## Familie und Kindheit

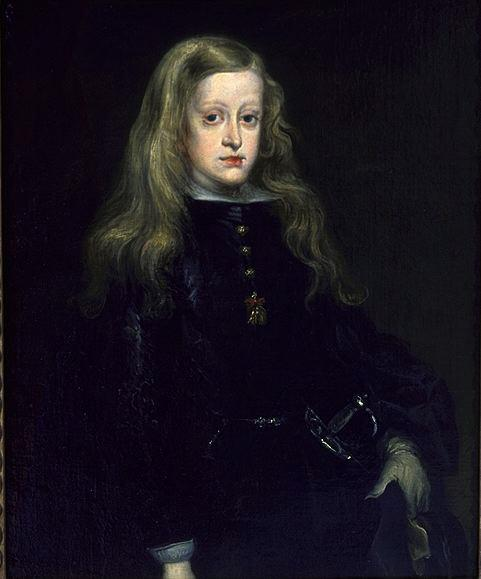
Kinderportrait Karls (Gemälde des Hofmalers Juan Carreño de Miranda, 1666)

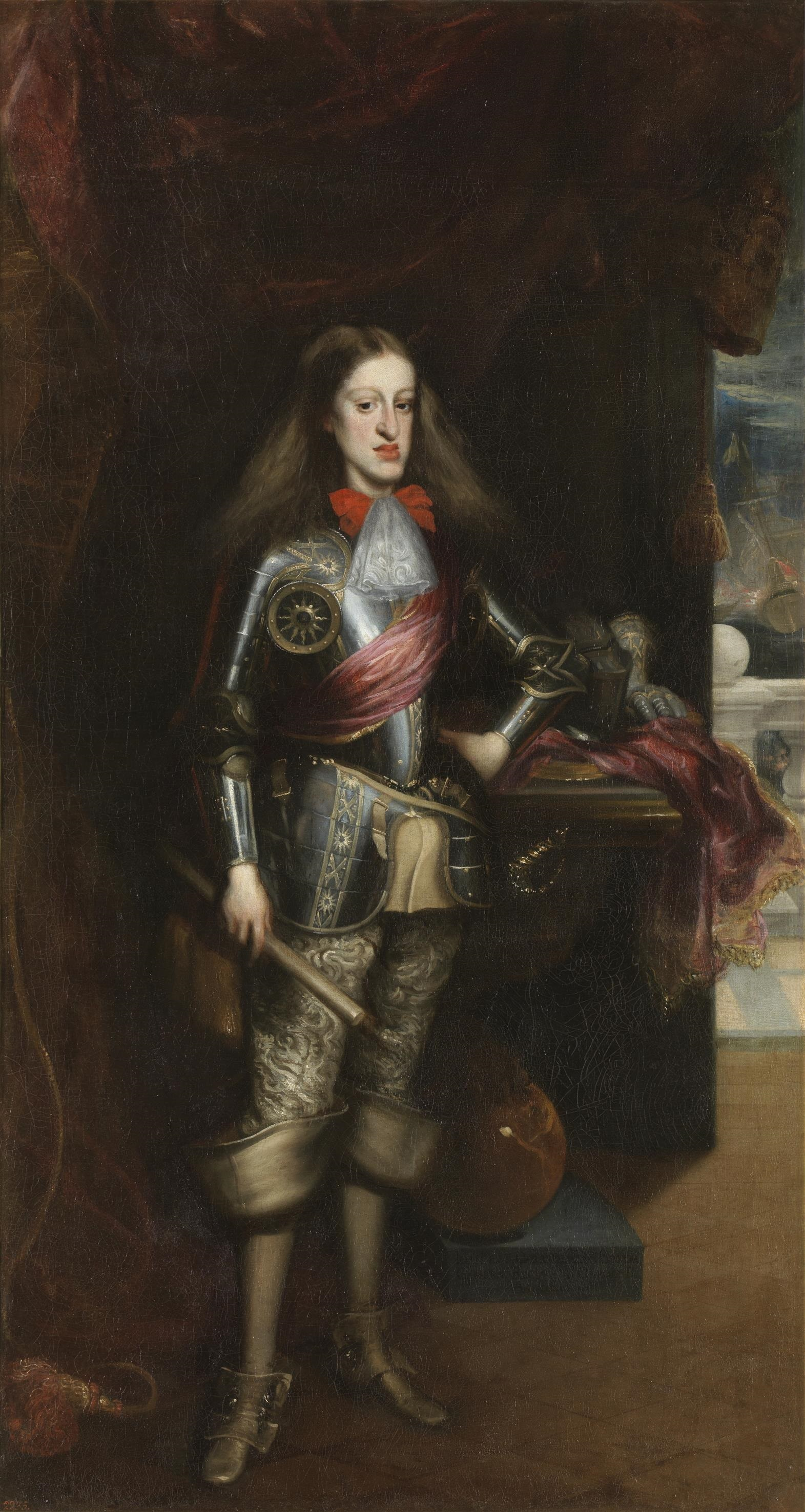
Karl II. in Rüstung (Gemälde von Juan Carreño de Miranda, 1681)

Infant Karl von Spanien wurde am 6. November 1661 in Madrid geboren. Als Kronprinz trug er den Titel Fürst von Asturien.
Er war der fünfte Nachkomme und einzige überlebende Sohn aus der Ehe des spanischen Königs Philipp IV. mit dessen zweiter Gemahlin Maria Anna von Österreich. Diese Verbindung war eine Reaktion des Monarchen auf den Tod seines Thronerben Baltasar Carlos, der im Oktober 1646 gestorben war, nur kurze Zeit nach der Vereinbarung mit Kaiser Ferdinand III., dass er dessen Tochter Maria Anna heiraten sollte. Daraufhin hatte der 42-jährige Philipp beschlossen, die Braut seines gestorbenen Sohnes selbst zu heiraten, obwohl diese seine leibliche Nichte und erst 13 Jahre alt war. Maria Anna traf im Herbst 1649 in Madrid ein, sodass sie bei der Vermählung 15 Jahre zählte.
Mit seinen Mätressen hatte Philipp IV. eine Reihe gesunder Kinder gezeugt, wohingegen die Nachkommen aus der Ehe mit Maria Anna entweder kurz nach der Geburt starben oder bereits tot zur Welt kamen. Nach neunjähriger Ehe hatte nur die Tochter Margarita Theresa überlebt, die später ähnlich wie ihre Mutter mit ihrem Onkel, Kaiser Leopold I., verheiratet wurde. Die Geburt Karls war daher aus dynastischer Sicht von enormer Bedeutung, sollte er doch als einziger legitimer männlicher Nachkomme des Königs den Herrschaftsanspruch des Hauses Habsburg auf die spanische Krone sichern. Hartnäckig hielten sich Gerüchte, es handle sich bei Karl um eine Tochter, die man aus Furcht vor dem Aussterben der Dynastie als Knaben ausgegeben hätte.
Karl war von Geburt an ein schwächliches, krankes Kind, bei dem die klassische habsburgische Physiognomie – die charakteristische Unterlippe (Progenie) und längliche Schädelform – besonders ausgeprägt war. Er lernte erst mit vier Jahren sprechen und konnte erst im Alter von acht Jahren gehen. Körperlich derart beeinträchtigt, wurde sein Zustand im Aberglauben der Zeit auch als Verhextheit gedeutet, weshalb er den Beinamen „el Hechizado“ (der Verhexte) erhielt. Zu den ergebnislosen medizinischen Heilungsversuchen kamen auch mystische Praktiken sowie kirchliche Exorzismen. Karls Zustand zeigte deutliche Anzeichen von Degeneration und Inzucht, die auf die jahrhundertelange Heiratspolitik zwischen blutsverwandten Angehörigen der Fürstenhäuser zurückzuführen war: Aufgrund von Ahnenverlust zählte die fünfte Generation der Vorfahren Karls statt der möglichen 32 lediglich zehn Personen und alle seine sechs Urgroßeltern stammten direkt von Johanna von Kastilien („der Wahnsinnigen“) ab.
Unter Berücksichtigung seiner schwachen Gesundheit wurde Karl als Kind übermäßig geschont. Seine Erziehung unterstand dem Jesuiten Juan de Mariana, jedoch war das Verhalten des Infanten von Infantilismus und Geistesschwäche geprägt, weshalb er von höherer Bildung ausgeschlossen blieb.

## Regentschaft der Mutter
Beim Tod Philipps IV. am 17. September 1665 erbte Karl dessen Länder und Kronen. Da er jedoch erst drei Jahre alt war, trat seine Mutter als Regentin und Vormund ihres minderjährigen Sohnes ein. Unterstützt durch eine Regierungskommission (Junta de gobierno) führte sie bis zur Volljährigkeit Karls 1676 die Regierungsgeschäfte und stand dabei unter dem Einfluss des österreichischen Jesuiten Johann Eberhard Neidhardt. Der anhaltende Machtkampf zwischen Maria Anna und Juan José de Austria, einem unehelichen Sohn Philipps IV., der sich großer Popularität in der Bevölkerung erfreute, führte zu einem politischen Stillstand und dem Unterlassen von Entscheidungen. Auf Druck der spanischen Granden musste der zunehmend unbeliebte Neidhardt das Land 1669 verlassen und Don Juan José wurde mit dem Amt des Vizekönigs von Aragonien betraut.
Gemäß den testamentarischen Bestimmungen Philipps IV. sollte Karl bei Erreichung seines 14. Geburtstages am 6. November 1675 für großjährig erklärt werden und die Regierung selbst übernehmen. Karl berief daraufhin seinen Halbbruder aus Saragossa nach Madrid und wollte ihn zum leitenden Minister ernennen, wurde jedoch von seiner Mutter unterdessen umgestimmt und verlängerte ihre Regentschaft um weitere zwei Jahre.

## Als König

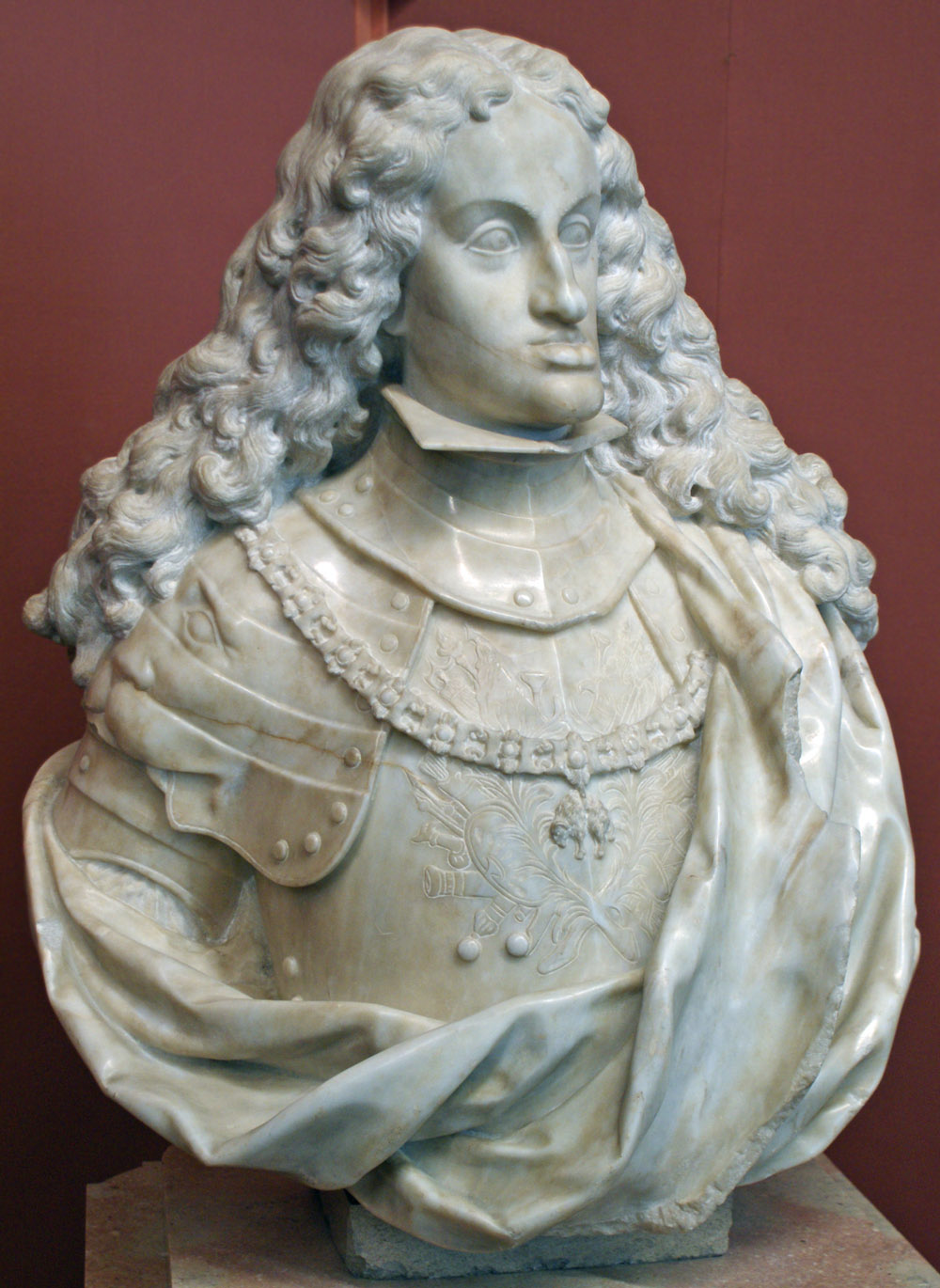
Marmorbüste (1695 von Paul Strudel)

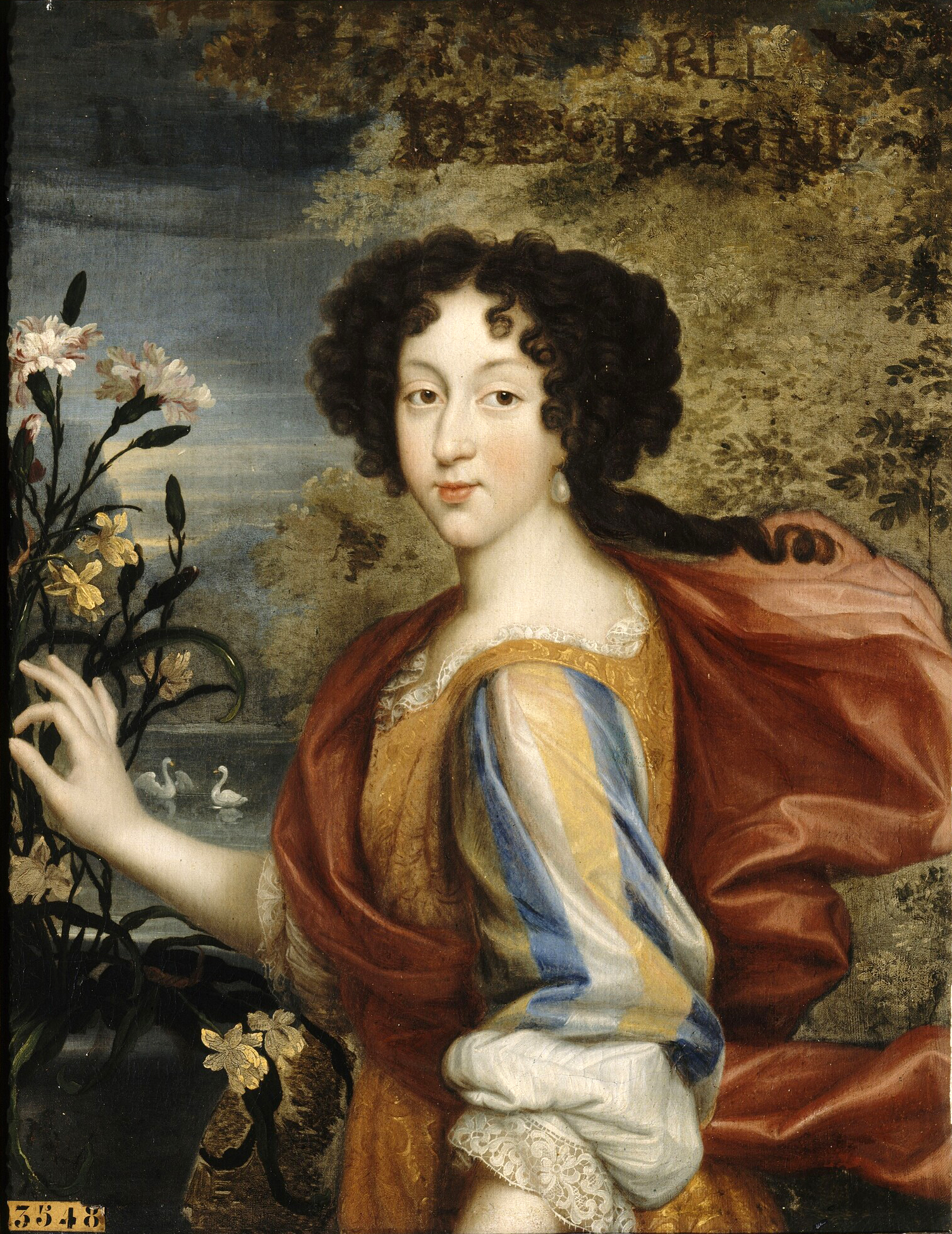
Marie Louise d’Orléans, Porträt eines unbekannten Künstlers

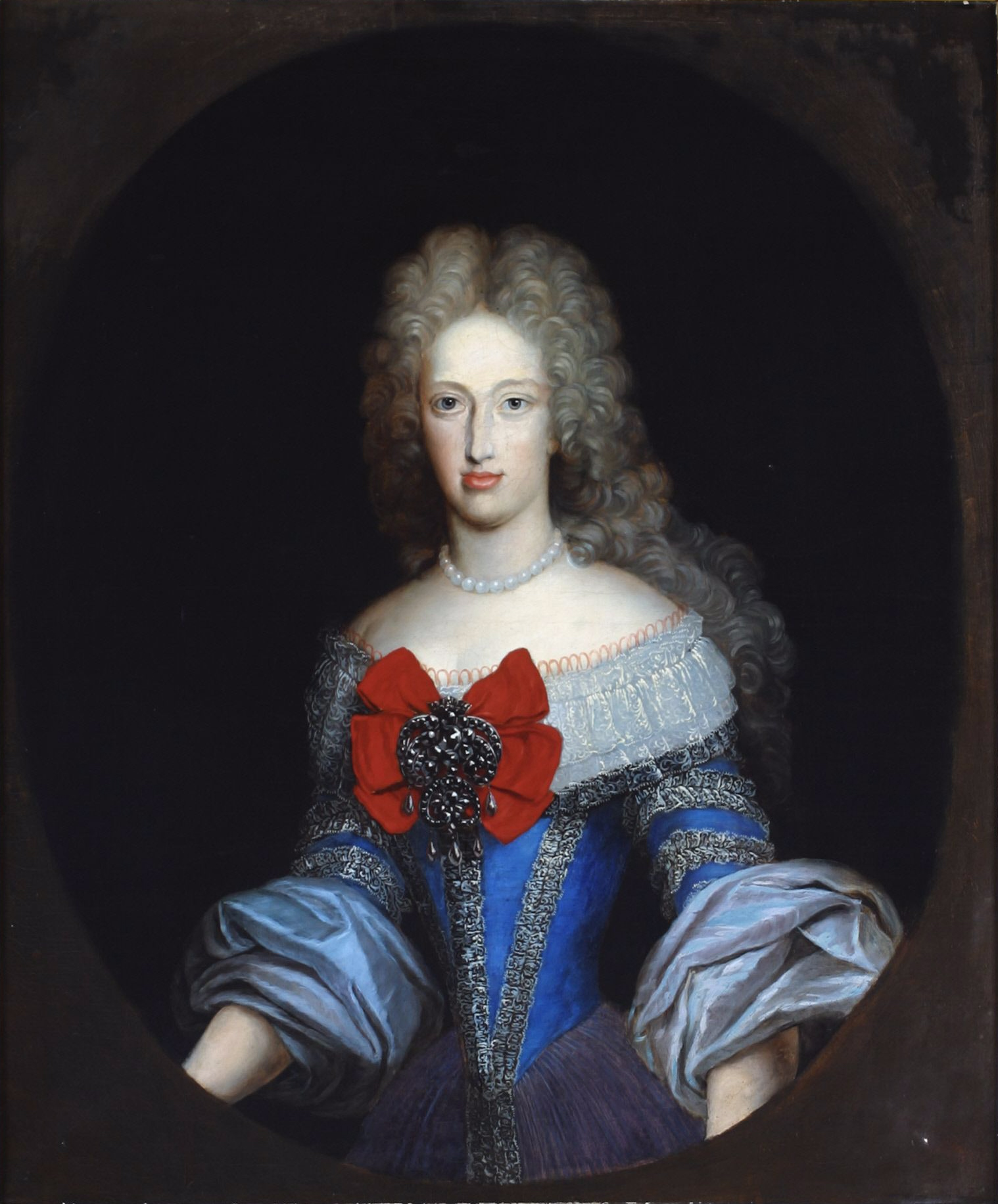
Wilhelm Humer: Maria Anna von der Pfalz

Die andauernden Konflikte Maria Annas mit Vertretern des spanischen Adels führten zu einem Manifest, in welchem diese am 15. Dezember 1676 die Entfernung der Regentin aus der Umgebung des Königs, die Festnahme des Ministers Fernando de Valenzuela und die Einsetzung Don Juan Josés als Ratgeber des Königs forderten. Im Januar 1677 verließen Maria Anna und Valenzuela den Hof; Don Juan José wurde zum leitenden Minister ernannt. Dieser bemühte sich bis 1679 um die strukturelle Reorganisation der Monarchie, doch die Versuche, den Staatshaushalt zu sanieren, scheiterten an einer Pestepidemie. Juan José förderte die Entwicklung des schwachen Halbbruders, und eine Besserung schien sich einzustellen. Als Resultat der Annäherungspolitik an Frankreich vermittelte Don Juan José die Heirat Karls mit der französischen Prinzessin Marie Louise d’Orléans.
Nach dem Tod Juan Josés am 17. September 1679 wurde der Herzog von Medinaceli erster Minister, dem durch eine drastische Geldentwertung und eine Neuordnung des Steuerwesens eine Stabilisierung der Staatsfinanzen gelang. Dieser Kurs wurde unter dem Conde de Oropesa fortgesetzt, sodass es am Ende des 17. Jahrhunderts gelang, die seit etwa achtzig Jahren anhaltende Phase wirtschaftlicher Depression zu überwinden. Verschiedene Gruppierungen bei Hofe hatten Interesse an einem schwachen König und versuchten, den Monarchen für ihre Zwecke zu instrumentalisieren, weshalb Karl zeitlebens unter wechselndem Einfluss konkurrierender Parteien stand. Karl war leicht zu beeinflussen und folgte jeweils den Einflüsterungen der Umgebung, in deren Abhängigkeit er geriet. Nach dem Tod Juan Josés gelangte er wieder unter den Einfluss der Mutter. Doch auch Karls zweite Ehefrau, die politisch ambitionierte Maria Anna von Pfalz-Neuburg, beeinflusste den König zu ihren Gunsten, der so zur Nebenfigur in einem Machtstreit zwischen Mutter und Gattin degradiert war. Nach dem Tod der Mutter 1696 erlangte Karls zweite Ehefrau eine dominierende Stellung am Hof, wurde jedoch von weiten Teilen des spanischen Adels als Fremde abgelehnt.
Außenpolitisch traten Karl II. und seine Regierungen nicht hervor.

## Ehen
Um den Ausgleich zwischen Spanien und Frankreich zu vertiefen, wurde im Frieden von Nimwegen (1678) die Vermählung Karls II. mit Prinzessin Marie Louise d’Orléans vereinbart. Diese war eine Nichte des französischen Königs Ludwig XIV., der sich von dieser arrangierten Ehe eine engere Bindung Spaniens an Frankreich erhoffte. Einen Tag nach Unterzeichnung des Heiratsvertrages wurde Marie Louise am 31. August 1679 auf Schloss Fontainebleau per procurationem mit Karl verheiratet, dem sie erstmals am 19. November 1679 persönlich begegnete. An diesem Tag wurde eine einfache Hochzeitszeremonie in Quintanapalla nahe Burgos abgehalten. Anlässlich dieser ehelichen Verbindung fand in Madrid ein öffentliches Autodafé statt, bei dem 22 Personen verbrannt und 60 weitere körperlichen Züchtigungen ausgesetzt wurden. Die Ehe des spanischen Königspaars verlief trotz der schwierigen Verhältnisse relativ gut, blieb allerdings kinderlos und wurde nie vollzogen, weil Karl impotent war. Die Ehejahre gelten dennoch als die glücklichste Zeit in Karls Leben, seine Gattin übte einen positiven Einfluss auf den König aus. Ansonsten agierte die junge Gemahlin jedoch unbedarft und ohne politischen Ehrgeiz und verspielte durch ihre Extravaganzen sowohl die Sympathien im Volk als auch bei Hofe. Marie Louise verstarb am 12. Februar 1689.
Aufgrund der drängenden Forderung nach einem Thronerben setzte Karls Mutter mit der Wittelsbacherin Maria Anna von Pfalz-Neuburg eine Braut durch, die der habsburgischen Partei im Heiligen Römischen Reich angehörte. Sie war eine Tochter des pfälzischen Kurfürsten Philipp Wilhelm und dessen zweiter Gemahlin Elisabeth Amalie von Hessen-Darmstadt. Die Ehe wurde am 4. Mai 1690 im Kloster San Diego nahe Valladolid geschlossen und blieb ebenfalls kinderlos. Karls zweite Gattin war politisch sehr ambitioniert und erkämpfte sich bald eine gewichtige Position bei Hofe, wobei sie oft in Opposition zu ihrer Schwiegermutter geriet.

## Lebensende und Thronfolge
Aufgrund fehlender Nachkommen neigte sich die Herrschaft der Habsburger über die Länder der spanischen Krone Ende des 17. Jahrhunderts ihrem Ende zu, und die spanische Thronfolge wurde zum Gegenstand allgemeiner Aufmerksamkeit der europäischen Diplomatie. Karl II. schien die politischen Vorgänge nicht mehr völlig zu verstehen, wurde mehrmals zur Unterschrift einander widersprechender Verträge und Testamente genötigt. Auf Initiative der Niederlande und Englands wurde 1698 mit Frankreich und Österreich ein Kompromiss erzielt, nach dessen Inhalt dem Wittelsbacher Kurprinzen Joseph Ferdinand von Bayern, einem Großneffen Karls, die spanische Krone zufallen sollte. Der mühsam erzielte Vertrag wurde jedoch durch den plötzlichen Tod des sechsjährigen Prinzen 1699 hinfällig.
Durch den sich rapide verschlechternden Gesundheitszustand des Königs, der an Ohnmachtsanfällen und Bewusstseinsstörungen litt, war er Beeinflussungsversuchen von seiner zweiten Gattin, Höflingen und Diplomaten ausgesetzt. Bereits schwer krank und kaum mehr zu eigenem Willen fähig, vererbte Karl in seinem Testament vom 2. Oktober 1700 die spanischen Königreiche dem Bourbonen Philipp von Anjou, einem Enkel Ludwigs XIV.
Karl II. starb am 1. November 1700 in Madrid und wurde im Pantheon der Könige innerhalb der Palastanlage des El Escorial beigesetzt.
Trotz der testamentarisch festgelegten Thronfolge Philipps von Anjou, der als Philipp V. (Felipe V) den Thron bestieg, wurde die Nachfolge nicht von allen europäischen Mächten anerkannt, und es entbrannte der Spanische Erbfolgekrieg (1701–1714). Die Haager Große Allianz um Kaiser Leopold I., Großbritannien und die Niederlande bekämpfte Frankreich mit seinen Verbündeten (Kurköln, Savoyen, Kurfürstentum Bayern). Letztlich gelang es Frankreich, Philipp V. als König von Spanien durchzusetzen, wodurch die Dynastie Bourbon-Anjou begründet wurde.

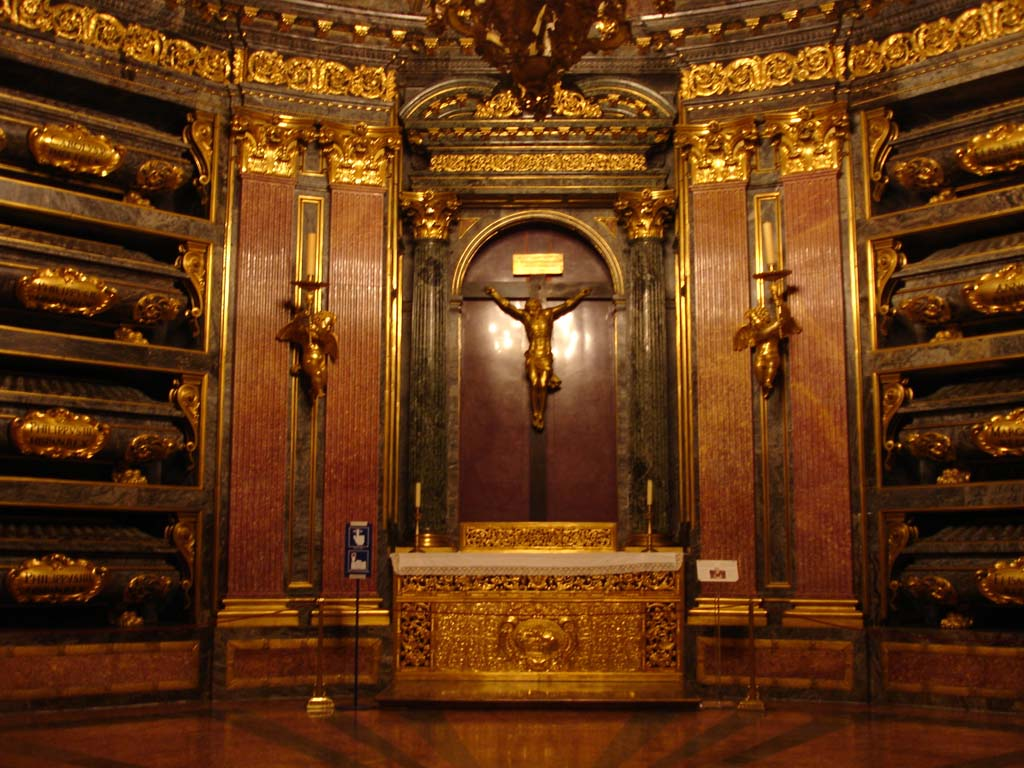
Grablege der spanischen Monarchen im Pantheon der Könige

## Ahnentafel
| Ahnentafel Karls II.             | Ahnentafel Karls II.                                                                   | Ahnentafel Karls II.                                                                   | Ahnentafel Karls II.                                                                   | Ahnentafel Karls II.                                                                   | Ahnentafel Karls II.                                                                        | Ahnentafel Karls II.                                                                        | Ahnentafel Karls II.                                                                        | Ahnentafel Karls II.                                                                        | Ahnentafel Karls II.                                                                            | Ahnentafel Karls II.                                                                            | Ahnentafel Karls II.                                                                   | Ahnentafel Karls II.                                                                   | Ahnentafel Karls II.                                                                       | Ahnentafel Karls II.                                                                       |
| -------------------------------- | -------------------------------------------------------------------------------------- | -------------------------------------------------------------------------------------- | -------------------------------------------------------------------------------------- | -------------------------------------------------------------------------------------- | ------------------------------------------------------------------------------------------- | ------------------------------------------------------------------------------------------- | ------------------------------------------------------------------------------------------- | ------------------------------------------------------------------------------------------- | ----------------------------------------------------------------------------------------------- | ----------------------------------------------------------------------------------------------- | -------------------------------------------------------------------------------------- | -------------------------------------------------------------------------------------- | ------------------------------------------------------------------------------------------ | ------------------------------------------------------------------------------------------ |
| Ururur-großeltern                | König Philipp I. von Kastilien (1478–1506) ⚭ 1496 Johanna von Kastilien (1479–1555)    | König Manuel I. von Portugal (1469–1521) ⚭ 1500 Maria von Aragón (1482–1517)           | Kaiser Ferdinand I. (s. unten) ⚭ 1521 Anna von Böhmen und Ungarn (s. unten)            | Kaiser Karl V. (s. u.) ⚭ 1526 Isabella von Portugal (s. u.)                            | König Philip I. von Kastilien (s. u.) ⚭ 1496 Johanna von K. (s. u.)                         | König Vladislav II. (1456–1516) ⚭ 1502 Anne de Foix-Candale (1484–1506)                     | Herzog Wilhelm IV. von Bayern (1493–1550) ⚭ 1522 Maria Jakobäa von Baden (1507–1580)        | Kaiser Ferdinand I. (s. u.) ⚭ 1521 Anna von Böhmen und Ungarn (s. u.)                       |                                                                                                 |                                                                                                 | Herzog Albrecht V. von Bayern (s. unten) ⚭ 1546 Anna von Österreich (s. unten)         | Herzog Franz I. von Lothringen (1517–1545) ⚭ 1541 Christina von Dänemark (1521–1590)   |                                                                                            |                                                                                            |
| Ururgroßeltern                   | Kaiser Karl V. (1500–1558) ⚭ 1526 Isabella von Portugal (1503–1539)                    | Kaiser Karl V. (1500–1558) ⚭ 1526 Isabella von Portugal (1503–1539)                    | Kaiser Maximilian II. (1527–1576) ⚭ 1548 Maria von Spanien (1528–1603)                 | Kaiser Maximilian II. (1527–1576) ⚭ 1548 Maria von Spanien (1528–1603)                 | Kaiser Ferdinand I. (1503–1564) ⚭ 1521 Anna von Böhmen und Ungarn (1503–1547)               | Kaiser Ferdinand I. (1503–1564) ⚭ 1521 Anna von Böhmen und Ungarn (1503–1547)               | Herzog Albrecht V. von Bayern (1528–1579) ⚭ 1546 Anna von Österreich (1528–1590)            | Herzog Albrecht V. von Bayern (1528–1579) ⚭ 1546 Anna von Österreich (1528–1590)            | Erzherzog Karl II. von Innerösterreich (siehe unten) ⚭ 1571 Maria Anna von Bayern (siehe unten) | Erzherzog Karl II. von Innerösterreich (siehe unten) ⚭ 1571 Maria Anna von Bayern (siehe unten) | Herzog Wilhelm V. von Bayern (1548–1626) ⚭ Renata von Lothringen (1544–1602)           | Herzog Wilhelm V. von Bayern (1548–1626) ⚭ Renata von Lothringen (1544–1602)           |                                                                                            |                                                                                            |
| Urgroßeltern                     | König Philipp II. von Spanien (1527–1598) ⚭ 1570 Anna von Österreich (1549–1580)       | König Philipp II. von Spanien (1527–1598) ⚭ 1570 Anna von Österreich (1549–1580)       | König Philipp II. von Spanien (1527–1598) ⚭ 1570 Anna von Österreich (1549–1580)       | König Philipp II. von Spanien (1527–1598) ⚭ 1570 Anna von Österreich (1549–1580)       | Erzherzog Karl II. von Innerösterreich (1540–1590) ⚭ 1571 Maria Anna von Bayern (1551–1608) | Erzherzog Karl II. von Innerösterreich (1540–1590) ⚭ 1571 Maria Anna von Bayern (1551–1608) | Erzherzog Karl II. von Innerösterreich (1540–1590) ⚭ 1571 Maria Anna von Bayern (1551–1608) | Erzherzog Karl II. von Innerösterreich (1540–1590) ⚭ 1571 Maria Anna von Bayern (1551–1608) | Kaiser Ferdinand II. (1578–1637) ⚭ 1600 Maria Anna von Bayern (1574–1616)                       | Kaiser Ferdinand II. (1578–1637) ⚭ 1600 Maria Anna von Bayern (1574–1616)                       | Kaiser Ferdinand II. (1578–1637) ⚭ 1600 Maria Anna von Bayern (1574–1616)              | Kaiser Ferdinand II. (1578–1637) ⚭ 1600 Maria Anna von Bayern (1574–1616)              | König Philipp III. von Spanien (siehe unten) ⚭ 1599 Margarete von Österreich (siehe unten) | König Philipp III. von Spanien (siehe unten) ⚭ 1599 Margarete von Österreich (siehe unten) |
| Großeltern                       | König Philipp III. von Spanien (1578–1621) ⚭ 1599 Margarete von Österreich (1584–1611) | König Philipp III. von Spanien (1578–1621) ⚭ 1599 Margarete von Österreich (1584–1611) | König Philipp III. von Spanien (1578–1621) ⚭ 1599 Margarete von Österreich (1584–1611) | König Philipp III. von Spanien (1578–1621) ⚭ 1599 Margarete von Österreich (1584–1611) | König Philipp III. von Spanien (1578–1621) ⚭ 1599 Margarete von Österreich (1584–1611)      | König Philipp III. von Spanien (1578–1621) ⚭ 1599 Margarete von Österreich (1584–1611)      | König Philipp III. von Spanien (1578–1621) ⚭ 1599 Margarete von Österreich (1584–1611)      | König Philipp III. von Spanien (1578–1621) ⚭ 1599 Margarete von Österreich (1584–1611)      | Kaiser Ferdinand III. (1608–1657) ⚭ 1631 Maria Anna von Spanien (1606–1646)                     | Kaiser Ferdinand III. (1608–1657) ⚭ 1631 Maria Anna von Spanien (1606–1646)                     | Kaiser Ferdinand III. (1608–1657) ⚭ 1631 Maria Anna von Spanien (1606–1646)            | Kaiser Ferdinand III. (1608–1657) ⚭ 1631 Maria Anna von Spanien (1606–1646)            | Kaiser Ferdinand III. (1608–1657) ⚭ 1631 Maria Anna von Spanien (1606–1646)                | Kaiser Ferdinand III. (1608–1657) ⚭ 1631 Maria Anna von Spanien (1606–1646)                |
| Eltern                           | König Philipp IV. von Spanien (1605–1665) ⚭ 1649 Maria Anna von Österreich (1634–1696) | König Philipp IV. von Spanien (1605–1665) ⚭ 1649 Maria Anna von Österreich (1634–1696) | König Philipp IV. von Spanien (1605–1665) ⚭ 1649 Maria Anna von Österreich (1634–1696) | König Philipp IV. von Spanien (1605–1665) ⚭ 1649 Maria Anna von Österreich (1634–1696) | König Philipp IV. von Spanien (1605–1665) ⚭ 1649 Maria Anna von Österreich (1634–1696)      | König Philipp IV. von Spanien (1605–1665) ⚭ 1649 Maria Anna von Österreich (1634–1696)      | König Philipp IV. von Spanien (1605–1665) ⚭ 1649 Maria Anna von Österreich (1634–1696)      | König Philipp IV. von Spanien (1605–1665) ⚭ 1649 Maria Anna von Österreich (1634–1696)      | König Philipp IV. von Spanien (1605–1665) ⚭ 1649 Maria Anna von Österreich (1634–1696)          | König Philipp IV. von Spanien (1605–1665) ⚭ 1649 Maria Anna von Österreich (1634–1696)          | König Philipp IV. von Spanien (1605–1665) ⚭ 1649 Maria Anna von Österreich (1634–1696) | König Philipp IV. von Spanien (1605–1665) ⚭ 1649 Maria Anna von Österreich (1634–1696) | König Philipp IV. von Spanien (1605–1665) ⚭ 1649 Maria Anna von Österreich (1634–1696)     | König Philipp IV. von Spanien (1605–1665) ⚭ 1649 Maria Anna von Österreich (1634–1696)     |
| Karl II. von Spanien (1661–1700) |                                                                                        |                                                                                        |                                                                                        |                                                                                        |                                                                                             |                                                                                             |                                                                                             |                                                                                             |                                                                                                 |                                                                                                 |                                                                                        |                                                                                        |                                                                                            |                                                                                            |